# Crazy Love
Crazy Love to piosenka irlandzkiego muzyka, Vana Morrisona. Pochodzi z jego wydanego w 1970 roku albumu, Moondance. Tego samego roku została wydana jako singel, którego okładkę stanowiło zdjęcie Morrisona z jego ówczesną żoną, Janet "Planet" Rigsbee. Fotografia została wykonana przez Elliota Landy'ego, oficjalnego fotografa festiwalu w Woodstock.
Morrison wraz z Bobem Dylanem wykonali w duecie "Crazy Love" w filmie BBC z 1991 roku, One Irish Lover. Morrison grając na gitarze, a Dylan na harmonijce.
Kilka lat później Morrison ponownie nagrał piosenkę, jednak tym razem w duecie z Rayem Charlesem. 
"Crazy Love" została umieszczona na 198. miejscu listy 885 All Time Greatest Songs, sporządzonej przez stację radiową WXPN na podstawie głosów słuchaczy.
Piosenkę można znaleźć również na dwóch innych albumach. Wykonana w duecie z Rayem Charlesem została umieszczona na kompilacyjnym albumie Morrisona, The Best of Van Morrison Volume 3, wydanym w 2007 roku. "Crazy Love" jest także jednym z utworów pochodzących z wydanej tego samego roku kompilacyjnej płyty, Still on Top - The Greatest Hits.

## Wybrane covery
- Edward Abrahams
- Jensen Ackles
- Scott Ainslee
- Paul Carrack
- Ray Charles i Van Morrison
- Rita Coolidge
- Bryan Ferry
- Thea Gilmore
- Jeff Golub
- Steve Harley
- Jason Manns
- Harry Manx
- Susan Marshall
- Brian McKnight
- Aaron Neville
- Maura O'Connell
- Maxi Priest
- Helen Reddy
- Rod Stewart
- Peter White
- Jon Wilcox
- Cassandra Wilson